# Processo Eck
Il processo Eck (United Kingdom v. Heinz Wilhelm Eck et al.) è stato il processo per crimini di guerra che prende il nome dal principale imputato, il capitano di corvetta Heinz-Wilhelm Eck.
L'indagine legata al processo fu incentrata sugli eventi successivi all'affondamento della nave da carico greca Peleus da parte del sottomarino tedesco U-852 nella notte tra il 13 marzo e il 14 marzo 1944. Il processo durò quattro giorni, dal 17 al 21 ottobre 1945 a Curiohaus, nella zona di occupazione britannica. Oltre Eck furono processati anche il secondo ufficiale August Hoffmann, il medico di bordo Walter Weispfennig, l'ingegnere capo Hans Lenz e il marinaio Wolfgang Schwender, tutti appartenenti all'equipaggio dell'U-852. Questo fu l'unico processo per crimini di guerra tenuto dagli Alleati contro membri di equipaggi di sottomarini tedeschi dopo la seconda guerra mondiale.

## Il principale imputato
Eck, nato ad Amburgo il 27 marzo 1916, si arruolò nella Reichsmarine nel 1934 e divenne ufficiale nel 1937. Inizialmente fu impiegato su un dragamine di cui diventò comandante nel periodo 1939-1942. In seguito si arruolò volontariamente nelle forze sottomarine e dall'autunno del 1942 alla primavera del 1943 prestò servizio come comandante in formazione sull'U-124, in preparazione del suo comando. Nel 1943 gli fu affidato il comando dell'U-Boot Tipo IX U-852, appena entrato in servizio; il 18 gennaio 1944, dopo i test e l'addestramento dell'equipaggio, salpò da Kiel per il suo unico viaggio durante le ostilità verso l'Estremo Oriente. Dopo il Peleus, Eck affondò il mercantile britannico Dahomian; il 3 maggio 1944 fu catturato dai britannici, arenato sulle coste della Somalia.

## L'incidente di Peleo
Prima che l'U-852 salpasse, Eck fu istruito da due esperti comandanti di sottomarini, Adalbert Schnee e Günter Hessler.
Schnee fece notare a Eck che l'U-852 era un facile bersaglio per l'aeronautica alleata date le sue dimensioni e la sua lenta velocità di immersione. In particolare, Schnee fece notare che i detriti lasciati dall'affondamento di una nave potevano essere riconosciuti anche dopo diversi giorni: Schnee sottolineò questo avvertimento, rimarcando che quattro battelli identici all'U-852 (U-199, U-848, U-849 e U-850) erano andati tutti perduti nell'Atlantico meridionale. Anche Hessler, Capo di Stato Maggiore del Dipartimento Operazioni del Befehlshaber der U-Boote (BdU, Comandante dei Sommergibili), ribadì l'avvertimento e consigliò a Eck di evitare in qualsiasi modo di attirare l'attenzione del nemico.
Eck ricevette ulteriori istruzioni dal Korvettenkapitän Karl-Heinz Moehle, altro esperto comandante di sommergibili e comandante della base sottomarina di Kiel. Moehle discusse con Eck dell'incidente del Laconia: in seguito a questo incidente fu inviato il cosiddetto ordine Laconia e da quel momento fu incluso in tutti gli ordini dei sommergibili tedeschi.
Il 13 marzo 1944, l'U-852 avvistò nell'Atlantico meridionale il mercantile greco Peleus, una nave costruita in Inghilterra nel 1928 con un equipaggio di 35 persone, che stava navigando da Freetown verso il Sud America. Eck portò l'U-852 in posizione d'attacco davanti alla Peleus e la silurò dopo il tramonto con due colpi di superficie, entrambi i siluri andarono a segno e la Peleus affondò molto rapidamente. Non è noto quanti membri dell'equipaggio del mercantile riuscirono ad abbandonare la nave che affondava: si presume che non fossero molti, il primo ufficiale fu gettato in acqua dal ponte, alcuni membri dell'equipaggio si gettarono in mare, mentre altri sopravvissuti si aggrapparono al relitto; la Peleus aveva in dotazione anche delle zattere di salvataggio sul ponte che risalirono a galla l'affondamento.
L'U-852 attraversò lentamente i resti; sul ponte di comando c'erano Eck, il suo primo ufficiale di guardia, l'Oberleutnant zur See Gerhard Colditz, due marinai e anche il medico di bordo dell'U-852, l'Oberstabsarzt Walter Weispfennig. Gli ordini consegnati a Eck prevedevano l'interrogatorio dei sopravvissuti delle navi affondate per ricavare informazioni sulle navi e sul carico trasportato; Eck fece chiamare sul ponte anche il suo ingegnere capo Hans Lenz, che parlava inglese. Lenz fu raggiunto sul ponte dal secondo ufficiale di guardia, August Hoffmann, che non era effettivamente in servizio. I due ufficiali andarono a prua mentre Eck manovrava il sottomarino vicino a una zattera di salvataggio sulla quale c'erano quattro superstiti, tra cui il terzo ufficiale del Peleus che fu portato a bordo del sottomarino e interrogato: riferì a Lenz e Hoffmann il nome, la rotta e il carico della nave, nonché la notizia che un'altra nave da carico più lenta stava seguendo la Peleus sulla stessa rotta. L'ufficiale fu poi riportato sulla zattera di salvataggio.
Sul ponte, Eck espresse le sue preoccupazioni circa la quantità e la posizione dei detriti, temeva infatti che la sorveglianza aerea avrebbe riconosciuto il luogo dell'affondamento rivelando così la presenza dell'U-Boot tedesco e provocando quindi la caccia al sottomarino in cui l'U-852 avrebbe avuto poche possibilità di salvezza. Le opzioni di Eck erano limitate: se avesse continuato alla massima velocità di superficie, il battello avrebbe percorso circa 200 miglia nautiche entro la mattina seguente, insufficienti per eludere la sorveglianza aerea, consumando la maggior parte del carburante disponibile. Eck decise quindi che ogni traccia del Peleus doveva essere distrutta e ordinò di portare due mitragliatrici sul ponte. Colditz e Lenz protestarono contro questa decisione, ma Eck respinse le proteste insistendo sulla necessità di eliminare le tracce lasciate.
Gli eventi successivi non poterono essere chiariti completamente neanche durante il successivo processo: sembra che Eck abbia fatto sapere agli altri ufficiali che voleva affondare le zattere di salvataggio anche se non fu dato un ordine diretto di sparare ai sopravvissuti in acqua o specificamente ai sopravvissuti sulle zattere. Eck pensò che le zattere fossero cave e che sarebbero affondate una volta perforate da colpi delle mitragliatrici, ma in realtà le zattere erano realizzate con materiale galleggiante. Ormai erano le otto di sera ed era buio; le zattere di salvataggio erano riconoscibili come sagome scure sull'acqua. Probabilmente Eck ordinò a Weispfennig, che si trovava vicino alla mitragliatrice di dritta, di sparare contro i rottami, dopo diverse raffiche la mitragliatrice si inceppò. Il secondo ufficiale Hoffmann prese il controllo della mitragliatrice, risolse il problema e continuò a sparare con Weispfennig che rimase sul ponte. Il sottomarino si muoveva lentamente tra i rottami e sparava contro le zattere di salvataggio, con Hoffmann che manovrava sempre la mitragliatrice.
Non riuscendo ad affondare le zattere di salvataggio, Hoffmann suggerì l'uso del cannone antiaereo da 37 mm: sia questo tentativo che l'uso del cannone da 105 mm furono rifiutati da Eck, che invece ordinò di provare i cannoni antiaerei da 20 mm; queste armi di calibro maggiore non furono comunque adatte ad affondare le zattere di salvataggio, per cui si tentò con gli esplosivi. Eck rifiutò anche questo suggerimento perché non voleva che nessuno dell'equipaggio lasciasse la barca e ordinò di portare delle bombe a mano sul ponte. Hoffmann lanciò diverse bombe a mano contro almeno due zattere senza però riuscire ad affondarle. Eck suppose che tutti i sopravvissuti avessero lasciato le zattere quando iniziò a sparare, consapevole che avesse potuto colpire qualcuno e che distruggere le zattere ne avrebbe ridotto le loro possibilità di sopravvivenza. La supposizione di Eck si rivelò sbagliata: l'ufficiale di guardia sulla Peleus era sdraiato su una zattera di salvataggio e aveva assistito all'uccisione di un altro marinaio sulla stessa zattera a causa del fuoco delle mitragliatrici ma fu ferito dalle bombe a mano lanciate successivamente. Il terzo ufficiale della Peleus aveva assistito all'uccisione di due marinai greci rimanendo ferito lui stesso. Un altro marinaio si immerse dietro una zattera e osservò che alcuni sopravvissuti all'affondamento stavano nuotando pur essendo stati colpiti dalle mitragliatrici.
Ad eccezione di Lenz, l'equipaggio dell'U-852 sottocoperta non fu al corrente degli eventi in superficie, ma poté intuirlo dalla lentezza delle manovre e dall'ordine di portare in plancia sia mitragliatrici che bombe a mano. Al momento del cambio di guardia, Hoffmann prese il posto di Colditz. Eck ordinò a uno dei marinai saliti sul ponte per dare il cambio di sparare con la mitragliatrice. Wolfgang Schwender, sparò una raffica, ma la mitragliatrice si inceppò nuovamente. Risolto l'inceppamento, il direttore di macchina Lenz tornò sul ponte e sparò contro la zattera. Secondo le dichiarazioni di Lenz rese al processo, lo fece perché pensava che il terzo ufficiale della Peleus fosse su quella zattera e Lenz non voleva che, in quanto ufficiale, fosse ucciso da un "cattivo soldato". Dopo che tutti i tentativi di eliminare le tracce della Peleus fallirono tra le otto di sera e l'una di notte, Eck decise di allontanarsi il più possibile. Rimasero quattro superstiti, tre dei quali furono salvati 35 giorni dopo da un piroscafo portoghese. Il terzo ufficiale della Peleus morì di gangrena e febbre gialla 25 giorni dopo l'affondamento.

## Sbarco dell'U-852 e cattura
I timori di Eck che l'affondamento della Peleus potesse essere scoperto non si concretizzarono. Il messaggio radio inviato da Eck il 15 marzo fu intercettato dagli inglesi, rivelando così che un sommergibile stava operando a nord-ovest di Città del Capo. Il 1º aprile, Eck affondò il cargo britannico Dahomian. Dopo l'affondamento, Eck non tentò di interrogare i sopravvissuti, i quali furono salvati il giorno successivo dai dragamine sudafricani. L'affondamento scatenò forti misure antisommergibile, comunque infruttuose. Il 3 aprile, Eck inviò un lungo messaggio radio alla BdU, anch'esso intercettato, e permise ai britannici di determinare la posizione di Eck. L'U-852 rimase nelle acque intorno a Città del Capo per altre due settimane per poi proseguire verso Penang, nel frattempo i sopravvissuti della Peleus furono salvati.
Le acque della costa orientale dell'Africa erano già ben pattugliate in quel periodo. Attorno a due portaerei di scorta era stanziato un gruppo di Hunter killer. Il 30 aprile, una ricognizione britannica localizzò l'U-852 al largo delle coste somale e dalla base britannica di Aden partì un'operazione di ricerca. Il 2 maggio, poco dopo l'alba, sei Wellington della RAF individuarono l'U-852 in superficie e lo attaccarono. Sei bombe di profondità danneggiarono il sottomarino, una distrusse il cannone antiaereo da 37 mm. Hoffmann, l'ufficiale di guardia, ordinò immediatamente una manovra di immersione di emergenza. Anche se riuscirono a immergersi prima di un secondo attacco, l'U-852 aveva già subito diversi danni, alcune celle delle batterie si erano rotte causando l'accumulo di gas cloro, mortale nel battello. Dopo un quarto d'ora, il battello dovette riemergere, causando la rottura di altre batterie per il forte angolo di risalita.
Dopo l'emersione, l'equipaggio presidiò i cannoni antiaerei mentre un aereo si avvicinava nuovamente. Colditz rimase ucciso durante questo avvicinamento, Eck si rese conto che non era più in grado di immergersi e decise quindi di fare rotta verso la costa somala per salvare l'equipaggio. Quando l'equipaggio sbarcò a terra, i Wellington continuarono a sparare, uccidendo sette soldati tedeschi; i restanti 59 membri dell'equipaggio furono catturati dalle forze britanniche. Le cariche esplosive con cui l'equipaggio intendeva distruggere l'U-852 detonarono solo parzialmente. Contrariamente agli ordini, il giornale di bordo del sottomarino non fu distrutto, dimostrando così che l'U-852 aveva effettivamente affondato il Peleus.

## Il processo per crimini di guerra

### I preparativi
Di fronte al giornale di bordo, Lenz firmò una dichiarazione giurata sull'incidente della Peleus. Il Naval Intelligence Division britannico raccolse altre dichiarazioni giurate sia del primo ufficiale che del marinaio presenti sul ponte come vedette insieme alle dichiarazioni giurate dei tre superstiti della Peleus. Eck, il secondo ufficiale Hoffmann, il medico di bordo Weispfennig, Lenz e il marinaio Schwender, che aveva sparato contro la zattera, furono portati in Gran Bretagna.
Si decise di tenere il processo in Germania una volta sconfitta. Dopo la fine della guerra, i cinque sospettati furono trasferiti nella prigione di Amburgo-Altona e formalmente accusati il 6 ottobre 1945 su due punti: il primo, l'affondamento del Peleus, per aver violato le regole e le leggi di guerra intendendo che l'affondamento aveva violato il diritto di preda come stabilito dal Protocollo di Londra sui sottomarini e dalla Convenzione di guerra navale del 1908; il secondo, per aver partecipato all'uccisione dei membri dell'equipaggio della Peleus.
I cinque imputati scelsero l'esperto di diritto internazionale Albrecht Wegner come avvocato comune per la difesa. Il difensore di Eck fu l'avvocato Todsen di Amburgo. Hoffmann fu rappresentato dagli avvocati Max Pabst e Gerd-Otto Wolff, mentre Pabst rappresentò anche il marinaio Schwender. Lenz scelse come difensore il maggiore Lermon, un avvocato dell'Ottava Armata britannica. Gli avvocati difensori ricevettero il mandato il 13 ottobre; l'inizio del processo fu previsto per il 17 ottobre.

### Composizione della corte
Il presidente della corte era il King's Counsel A. Melford Stevenson. La giuria era composta da tre ufficiali dell'esercito britannico, due della marina britannica e due della Polemikó Nautikó greca. Il pubblico ministero era il colonnello britannico Halse. Il processo si svolse secondo il diritto processuale penale inglese, in lingua inglese con l'assistenza degli interpreti per gli imputati.

### Il primo giorno del processo
Subito dopo l'apertura del processo, il 17 ottobre, il maggiore Lermon chiese il rinvio del processo di una settimana ritenendo insufficienti i quattro giorni di preparazione avuti per garantire una difesa penale adeguata e anche perché gli avvocati tedeschi avrebbero avuto bisogno di tempo per familiarizzare con le leggi processuali. Inoltre, non erano ancora arrivati i testimoni importanti per la difesa. La richiesta fu respinta dalla corte, che chiese all'accusa di presentare il caso.
Per quanto riguarda il primo capo d'accusa (violazione del diritto di preda), Lermon respinse l'imputazione per tutti gli imputati, sostenendo l'erroneità nell'interpretazione legale del diritto di preda su cui si basava l'imputazione. Questo capo d'accusa è stato poi abbandonato dal tribunale con il consenso dell'accusa.
L'accusa presentò i tre affidavit dei sopravvissuti della Peleus all'inizio dell'udienza probatoria. La difesa tentò di respingere l'uso delle dichiarazioni giurate dei sopravvissuti, sostenendo che potevano essere utilizzate solo se i testimoni non fossero presenti. In realtà, i sopravvissuti erano a disposizione dell'Ammiragliato britannico, ma, utilizzando le dichiarazioni scritte, i testimoni non furono disponibili per il controinterrogatorio. Anche questa obiezione fu respinta dalla corte. L'accusa chiamò quindi al banco dei testimoni i cinque membri dell'equipaggio U-852, ma il loro interrogatorio non poté avvalorare l'accusa che i sopravvissuti fossero stati colpiti deliberatamente. Infine, l'accusa presentò dei documenti per dimostrare che la Peleus aveva navigato sotto contratto britannico e che i tre sopravvissuti erano effettivamente membri dell'equipaggio.
All'inizio della presentazione delle prove, la difesa chiese nuovamente una pausa di una settimana per la preparazione, poiché mancavano ancora testimoni e documenti. La corte chiarì di non voler prolungare il processo e concesse un aggiornamento fino al pomeriggio successivo.

### Il secondo giorno del processo
La difesa iniziò l'arringa affermando che gli eventi reali non erano stati contestati da nessuno degli imputati. La distruzione delle zattere di salvataggio era una necessità operativa dovuta alla presenza delle unità nemiche nell'Atlantico meridionale, cosa che riduceva inevitabilmente al minimo le possibilità di salvataggio dei sopravvissuti e l'uccisione dei sopravvissuti non era lo scopo delle azioni degli imputati.
Wegner, specialista di diritto internazionale, spiegò in seguito che le regole di guerra a cui si riferì l'accusa erano imprecise e vaghe, poiché non veniva citata alcuna norma specifica o altro accordo internazionale. Fu inoltre violato il principio del nulla poena sine lege. Infine, Wegner sottolineò che i crimini di guerra richiedevano l'intenzione legale di commettere un crimine.
Dopo le osservazioni piuttosto accademiche di Wegner, l'avvocato difensore di Eck, Todsen, intervenne nuovamente facendo riferimento a degli episodi della prima guerra mondiale che videro entrambe le parti attaccare le scialuppe di salvataggio e persino i sopravvissuti in acqua. L'accusa rispose che se la difesa avesse portato le prove di tali incidenti, avrebbe chiesto una sospensione per preparare la confutazione e la corte indicò che avrebbe accolto tale richiesta. Todsen era in possesso di tali prove e fece ricorso asserendo che questi eventi erano di dominio pubblico e quindi dovevano essere presi in considerazione dalla corte.
Successivamente, la difesa chiamò a testimoniare lo stesso Eck: non fu un testimone utile per la difesa perché rispose alle domande in modo breve e brusco e non spiegò in modo comprensibile le ragioni della sua preoccupazione per la presenza degli aerei alleati. Eck spiegò che l'unica ragione per cui aveva distrutto le zattere di salvataggio era che potessero essere avvistate al mattino e che potessero essere dotate di radio; sottolineò che non fu sua intenzione uccidere i sopravvissuti, anche se sarebbero certamente morti per l'affondamento delle zattere di salvataggio; spiegò anche perché aveva ordinato l'uso delle mitragliatrici e delle bombe a mano, e che aveva dato per scontato che le zattere di salvataggio sarebbero state abbandonate al primo colpo di mitragliatrice. Eck sottolineò anche che aveva l'ordine di non assistere in alcun modo i sopravvissuti e concluse la sua dichiarazione spiegando perché aveva comunicato la sua decisione all'equipaggio.
Eck e il suo avvocato difensore furono sfortunati durante l'interrogatorio. All'inizio non riuscirono a evitare l'impressione che Eck volesse ordinare la distruzione di ogni traccia della Peleus, compresi i sopravvissuti. Todsen chiese quindi a Eck come pensava che i suoi nemici si sarebbero comportati nella stessa situazione, concedendo a Eck un paragone con l'incidente del Laconia.
La difesa perse nel successivo controinterrogatorio. In primo luogo, l'accusa sfruttò la sua linea di interrogatorio per far emergere la contraddizione tra la preoccupazione di Eck per l'aviazione e il fatto che l'U-852 fu avvistato in superficie; poi passò all'incidente della Peleus, costringendo Eck ad ammettere che aveva pensato che ci fossero circa 20 sopravvissuti in acqua. Subito dopo cercò di far ammettere a Eck che aveva abbandonato i tentativi di affondare le zattere perché non c'erano sopravvissuti, minando così una delle linee di difesa. Eck riuscì a evitarlo, ma non diede l'impressione di essere indifferente alla sorte dei sopravvissuti.
La corte iniziò l'interrogatorio di Eck cercando di capire quante volte avesse visto affondare le navi, soffermandosi sul fatto che l'affondamento delle navi lascia quasi sempre delle tracce sotto forma di macchie di olio o di carburante e che la sola distruzione delle zattere di salvataggio non avrebbe quindi avuto senso. Il tribunale continuò chiedendo perché non avesse navigato a tutta velocità fin dall'inizio, perché non avesse controllato se le zattere di salvataggio fossero dotate di radio, facendo anche notare che il primo ufficiale Colditz aveva protestato contro la decisione di Eck. Quest'ultimo punto fu negativo per la difesa degli altri quattro imputati, che sostenevano di aver obbedito a un ordine.
Nel complesso, il secondo giorno del processo fu negativo per gli imputati perché non fu possibile dimostrare la necessità operativa di affondare le zattere di salvataggio.

### Il terzo giorno del processo
Il terzo giorno del processo iniziò al mattino con il controinterrogatorio di Eck da parte degli avvocati difensori dei coimputati: per i coimputati era importante sottolineare che avevano agito su ordine e che disobbedire o rifiutare un ordine fosse un reato punibile con la morte. Eck rispose in modo soddisfacente alle domande su questo punto. Todsen, l'avvocato difensore di Eck, chiamò a rispondere uno degli ufficiali dell'intelligence navale britannica proprio in merito alle informazioni sulla densità della sorveglianza aerea presente nell'Atlantico meridionale. Ne emerse che erano disponibili al massimo cinque o sei velivoli per sorvegliare l'area tra Freetown e l'Isola di Ascensione e che le portaerei venivano dispiegate nell'area di tanto in tanto. Todsen continuò l'interrogatorio per presentare l'ordine del Laconia di Karl Dönitz, preparandosi così a chiamare il testimone che la difesa considerava il più importante: il capitano di corvetta Adalbert Schnee.
Schnee fu uno dei comandanti di sommergibili di maggior successo, insignito della Croce di Cavaliere della Croce di Ferro con Foglie di Quercia. Aveva anche fatto parte della BdU per due anni e aveva istruito Eck prima che salpasse. Todsen iniziò l'interrogatorio facendo riascoltare a Schnee la conversazione e poi passò alla domanda su quanto tempo i resti di una nave affondata fossero visibili, Schnee rispose "alcuni giorni"; Schnee confermò anche che il tempo poteva essere ridotto affondando i detriti più grandi; Todsen cercò quindi di confutare l'obiezione della fuoriuscita di petrolio rimasta dopo l'affondamento con l'aiuto di Schnee. Pur confermando che l'affondamento di un piroscafo come la Peleus lasciasse visibile una chiazza di petrolio, Schnee sottolineò che le chiazze non erano così rare sulle rotte marittime, poiché si verificavano anche durante la pulizia delle acque di sentina. Todsen chiede poi a Schnee quale arma avrebbe usato al posto di Eck per affondare le zattere di salvataggio, Schnee rispose che sia i cannoni di bordo che le cariche esplosive non erano adatti, ma avrebbe usato anche le mitragliatrici.
Nel complesso, Schnee sostenne la posizione della difesa prima del controinterrogatorio dell'accusa. Dopo una breve battuta iniziale, l'accusa pose a Schnee la domanda ipotetica su cosa avrebbe fatto al posto di Eck dopo l'affondamento della Peleus. Prima che Schnee potesse rispondere, il maggiore Lermon, l'avvocato difensore più esperto nel diritto processuale inglese, lo interruppe per far notare a Schnee che non era tenuto a rispondere alla domanda, se rispondendo si sarebbe esposto al rischio di essere perseguito. Il giudice presiedente fece notare a Schnee che non era tenuto a rispondere a nessuna delle domande che lo avrebbe esposto a un'azione penale per crimini di guerra. Questo chiarimento mise Schnee di fronte al dilemma per cui il rifiuto a rispondere sarebbe stato indirettamente un'ammissione dei crimini di guerra.
Dopo aver messo alle strette il testimone chiave della difesa, l'accusa ripeté la domanda alla quale Schnee non poteva rispondere a favore della difesa: sia una non risposta sia la risposta avrebbe immediatamente messo in pericolo se stesso. Schnee si sforzò di non rispondere, ma poi dovette ammettere che avrebbe agito diversamente. L'accusa aveva così smontato un testimone della difesa e rafforzato la propria posizione; aveva inoltre utilizzato le dichiarazioni di Schnee per sostenere le proprie prove. Schnee confermò di non essere a conoscenza di nessun caso analogo in cui un comandante avesse agito in modo simile a Eck e che la BdU non aveva mai autorizzato l'uccisione dei sopravvissuti. L'accusa concluse il controinterrogatorio chiedendo se ci fossero stati degli ordini specifici di non uccidere i sopravvissuti, al che Schnee rispose che si trattava di ordini permanenti fin dallo scoppio della guerra.
Todsen cercò di limitare i danni alla tesi della difesa chiedendo a Schnee di ipotizzare cosa avrebbe fatto al posto di Eck. Schnee contraddisse la sua precedente dichiarazione e confermò che avrebbe cercato di affondare i detriti. L'accusa sfruttò questa opportunità per far ammettere a Schnee che non aveva mai provato ad affondare una zattera di salvataggio con una mitragliatrice. Il controinterrogatorio di Schnee fu continuato dagli avvocati difensori degli altri imputati. In risposta a una domanda di Pabst, l'avvocato difensore di Schwender, confermò che Eck, in quanto ufficiale superiore, aveva il diritto di usare un'arma da fuoco in caso di rifiuto a un ordine. Successivamente, fu Hoffmann ad essere chiamato al banco dei testimoni dal suo avvocato difensore, ma il suo interrogatorio non rivelò nulla di nuovo. Il successivo controinterrogatorio dell'accusa fu disastroso per Hoffmann: l'accusa fece prima ammettere di aver ipotizzato la presenza di sopravvissuti sulle zattere e quando l'accusa rivelò che anche Hoffmann non aveva mai ricevuto l'ordine di sparare da Eck, il destino di Hoffmann era ormai segnato. Il successivo imputato sul banco dei testimoni fu il medico di bordo Weispfennig, il cui caso era particolarmente difficile da difendere perché, in quanto medico, era vincolato dal giuramento di Ippocrate. Il suo interrogatorio, come quello degli altri coimputati, non portò a nulla di nuovo.
Wegner si presentò nuovamente per la difesa. Aveva preparato una lunga memoria legale a cui aveva lavorato tutta la notte. La sua richiesta di rinvio fu respinta dalla corte. Wegner aveva già svolto in passato un lavoro accademico su un caso precedente durante la prima guerra mondiale, in cui un sottomarino tedesco aveva sparato sulle scialuppe di salvataggio di una nave britannica. Questo caso fu discusso dal Reichsgericht nel 1921. Le sentenze dell'epoca, quattro anni di reclusione per ciascuno dei due imputati, furono considerate troppo clementi in Inghilterra. In un libro sul caso, Wegner aveva difeso la condanna ma non la pena e, come testimone esperto, non fu in grado di soddisfare le aspettative riposte in lui dalla difesa: le sue spiegazioni mancavano di un filo conduttore, si perdeva in eventi incidentali.

### Il quarto giorno del processo
Todsen pronunciò la prima arringa della difesa per conto di Eck, basandosi sull'argomentazione che l'affondamento delle zattere di salvataggio fosse una "necessità operativa". L'ordine di sparare ai sopravvissuti della Peleus non era stato dimostrato, né il movente per l'ordine.
Pabst fu il successivo avvocato difensore a parlare per conto di Weispfennig, Hoffmann e Schwender, usò il metodo più moderno di presentare le conclusioni della difesa invece di ripetere le prove. Fece notare alla corte che, in caso di verdetto di colpevolezza, avrebbe dovuto decidere se si trattasse di omicidio, omicidio colposo o omicidio involontario, tenendo conto del fatto che gli imputati erano agitati e stanchi nella notte in questione: con questa argomentazione, sarebbe stata possibile una condanna per omicidio colposo. Pabst proseguì affermando che i tre avevano agito in base ad un ordine, prima di passare alle argomentazioni a favore di ciascuno dei suoi clienti, iniziando dal caso individuale minore: il marinaio Schwender aveva sparato un solo colpo e le prove presentate avevano dimostrato che aveva mirato a un relitto. Non c'erano prove che avesse partecipato all'uccisione delle persone mentre la situazione fu diversa per Hoffmann e Weispfennig. Per entrambi fu provato che avevano sparato, inoltre Hoffmann non era in servizio e Weispfennig era un medico non combattente. Pabst aveva solo l'opzione di affidarsi alla giustificazione di aver agito in conformità agli ordini, per la quale poteva citare un precedente tedesco (sempre avvenuto durante la prima guerra mondiale), e in quel caso il governo britannico non aveva protestato per la decisione presa. Il maggiore Lermon iniziò la sua arringa riprendendo l'idea di Pabst secondo cui l'uccisione dei sopravvissuti non era stata provata. L'unica prova fu costituita dalle dichiarazioni scritte dei sopravvissuti, per le quali Lermon criticò aspramente il fatto che non fossero stati ascoltati come testimoni e non fossero disponibili per il controinterrogatorio. Lermon sostenne che Lenz agì in base ad un ordine per spiegare finalmente perché per il suo cliente era stata una questione d'onore sparare al posto di Schwender.
Il colonnello Halse, pubblico ministero, spiegò la convinzione dell'accusa che l'ordine di Eck fosse pari ad un omicidio a sangue freddo e quindi palesemente illegale. Per questo motivo, i coimputati di Eck non potevano affermare di aver eseguito un ordine: l'accusa era pienamente convinta della colpevolezza di Hoffmann, che intanto aveva ammesso di aver sparato e lanciato le bombe a mano. Halse ebbe parole particolarmente dure contro Weispfennig, poiché le sue azioni erano state in assoluta contraddizione con tutti i doveri medici. Schwender doveva sapere che stava sparando a delle persone.
Dopo la pausa pranzo, il presidente del tribunale riassunse gli eventi successivi all'affondamento della Peleus per la giuria, contrapponendo le argomentazioni della difesa e dell'accusa e confutando le argomentazioni della difesa con lo stile di un pubblico ministero. Dopo il riepilogo del materiale processuale, la giuria si ritirò e rientrò in aula dopo 40 minuti con il verdetto di colpevolezza per tutti gli imputati.
In conformità con la legge britannica, l'udienza di condanna iniziò con la difesa. Anche in questo caso, Todsen parlò per primo, rinnovando l'argomentazione che l'affondamento della Peleus fosse un atto di guerra legittimo e che la distruzione dei resti fosse necessaria. Poi Todsen riprese l'argomento che Schnee aveva usato per spiegare il comportamento di Eck. A differenza di Schnee, per Eck si trattò del primo viaggio in ostilità come comandante. Di conseguenza, non si poteva dedurre nulla a svantaggio di Eck dalla dichiarazione di Schnee di essersi comportato diversamente. Per i coimputati di Eck vennero ascoltati i testimoni e Pabst spiegò nuovamente per Weispfennig e Schwender quali effetti avesse avuto su di loro la pressione degli ordini. In quelle condizioni, avrebbero dovuto fidarsi del comandante e fare affidamento su di lui.
Dopo che il maggiore Lermon spiegò nuovamente che Lenz, in quanto ufficiale, aveva preso la mitragliatrice al marinaio Schwender e aveva continuato a sparare, la giuria si ritirò nuovamente per deliberare, impiegò meno di un'ora. Eck, il secondo ufficiale Hoffmann e il medico di bordo Weispfennig furono condannati a morte per crimini di guerra; Lenz fu condannato all'ergastolo, il marinaio Schwender fu condannato a 15 anni di reclusione.

## Dopo il processo

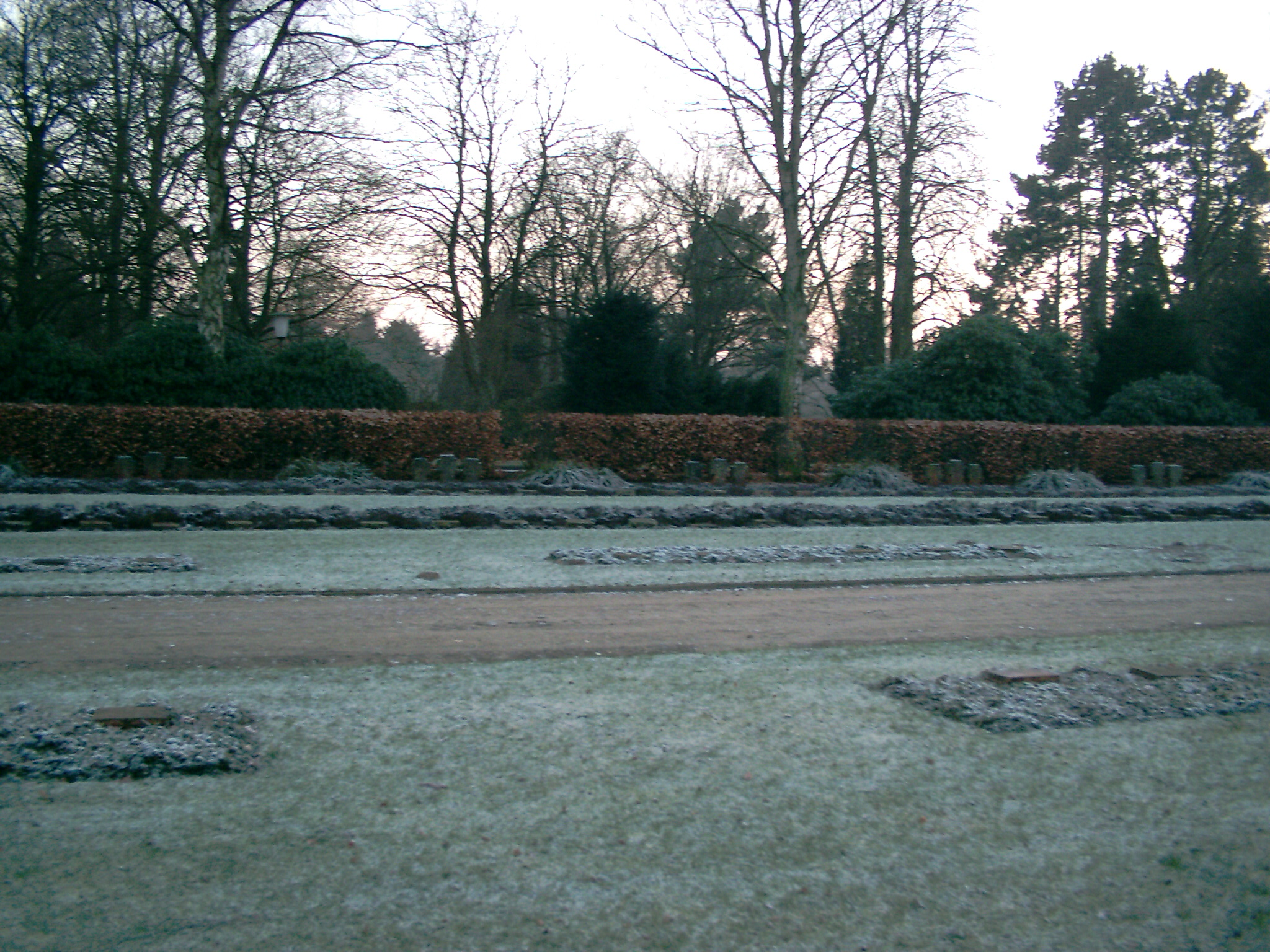
Luogo della tomba in cui è stato sepolto Eck. Nel gennaio 2006 non è stato possibile trovare la tomba esatta.

Le sentenze furono confermate dalle autorità superiori, per ultimo da Bernard Montgomery, comandante delle forze di occupazione britanniche, il 12 novembre 1945. Eck, Hoffmann e Weispfenning furono giustiziati dal plotone di esecuzione nel cortile della prigione di Amburgo-Altona la mattina del 30 novembre 1945 e sepolti nel cimitero di Amburgo-Ohlsdorf. Le tombe di Eck e Weispfenning sono posizionate una accanto all'altra.
Gli altri condannati non dovettero scontare l'intera durata delle pene. Il marinaio Schwender fu rilasciato nel dicembre 1951, l'ingegnere di bordo Lenz nell'agosto 1952.

## Discussione della sentenza
Il processo contro Eck e i suoi colleghi ufficiali è oggi poco conosciuto al di fuori degli ambienti interessati alla storia navale. Il processo viene citato occasionalmente come esempio di giustizia del vincitore. Un confronto tra il processo Eck e i processi tenuti a Norimberga mostra che questi ultimi furono preparati con molta più attenzione. Nel processo di Norimberga contro i principali criminali di guerra non passarono quattro giorni tra la presentazione dell'atto d'accusa e l'inizio del processo, come nel caso di Eck, ma un mese. Mentre nel processo contro Karl Dönitz, il suo avvocato difensore Otto Kranzbühler riuscì persino a ottenere gli interrogatori scritti degli ufficiali americani, mentre nel processo Eck gli avvocati difensori si limitarono alle prove che riuscirono a ottenere. Queste differenze pongono dei dubbi sulla reale equità del processo Eck.
Gli storici della marina contestano la classificazione di Eck come criminale di guerra, questa tesi segue essenzialmente la linea avanzata dalla difesa di Eck durante il processo, secondo cui l'affondamento delle zattere di salvataggio era necessario dal punto di vista operativo. Anche nei corpi di marina delle altre parti in guerra si erano verificate azioni simili e non erano mai state oggetto di indagini giudiziarie. Il tribunale è stato prevenuto fin dall'inizio e il procedimento giudiziario è stato ingiusto.
La tesi opposta sottolinea che non vi era alcuna necessità operativa, come risulta dalle prove, in particolare dalla testimonianza di Schnee e dal fatto che, contrariamente ai timori di Eck, la sorveglianza aerea non rilevò l'affondamento. Eck aveva completamente sbagliato a valutare la situazione e fare fuoco sulle zattere di salvataggio era stato quindi, nella migliore delle ipotesi, inutile. Ne consegue che Eck aveva violato i suoi ordini e la legge tedesca. In definitiva, un processo equo avrebbe potuto portare alla stessa sentenza.